# Alice Fernandes Da Silva
Alice Fernandes Da Silva (São Paulo, 29 de febrero de 1996) es una jugadora de balonmano brasileña que milita en el equipo español del Balonmano Costa del Sol.

## Trayectoria
Portera de grandes reflejos y flexibilidad, tiene un gran desplazamiento de cara a lanzar el contragolpe. Además es jugadora muy carismática y gran jugadora de equipo.
Comenzó a jugar en el Esporte Clube Pinheiros. En la temporada 2017–18 fue fichado por el Rincón Fertilidad Málaga. En la temporada 2020-21 se mudó a Donostia para jugar con el Bera Bera.

### Clubes
- 2014 – 18: Esporte Clube Pinheiros  Brasil
- 2018 – 20: Rincón Fertilidad Málaga  España
- 2020 – 24: Super Amara Bera Bera  España
- 2024 – : Málaga Costa del Sol  España

#### Esporte Clube Pinheiros
Con un equipo lleno de internacionales (Isa Medeiros, Julia Borges, Giulia Guarieiro,...) se proclama campeona de la Liga Nacional en 2016 y campeona del Panamericano de Clubes en 2017.

#### Rincón Fertilidad Málaga
En la ventana de invierno de la temporada 2017–18 llegó a la portería malagueña, con 21 años, gracias al empeño de Diego Carrasco. Con las panteras jugó dos temporadas completas. Allí participó en las dos temporadas en Europa (EHF Challenge Cup). Se despidió del equipo en 2020 entre las buenas palabras de Pepa Moreno y Suso Gallardo.

#### Bera Bera
En la temporada 2020–21 sale del equipo donostiarra Merche Castellanos camino a Málaga y le sustituye Alice Fernandes en la portería del equipo de Imanol Álvarez para completar a Renata Arruda. Al año siguiente es Maddi Aalla la que se sumó al equipo vasco.
Con el Bera Bera ha ganado tres ligas españolas, una Supercopa de España, una Supercopa Ibérica y ha jugado tres veces la Liga EHF European Cup. En abril del 2024 se anunció su retorno al Costa del Sol Málaga.

#### Málaga Costa del Sol
Tras varias temporadas en Bera Bera, dónde se alzó con 3 ligas, 1 Supercopa, 2 Copa de la Reina y 1 Supercopa ibérica, volvió a Málaga junto a tres jóvenes que aseguraban una gran temporada: Joana Resende, Marta Regordán y Nayra Solís. Sin embargo, una inoportuna lesión la dejó en el dique seco durante 7 meses, que fue sustituida por Sonora Solano.

#### Datos(a fecha de julio de 2024):[14]
| Liga     | Liga  | Copa     | Copa  | EHF      | EHF   |
| Partidos | Goles | Partidos | Goles | Partidos | Goles |
| -------- | ----- | -------- | ----- | -------- | ----- |
| 160      | 5     | 16       | 0     | 20       | 2     |

### Selección brasileña
Fue titular en la selección juvenil de Brasil y se convirtió en una de las esperanzas en la portería de la verde-amarella. En 2019 fue llamada por Jorge Dueñas para la selección absoluta brasileña para preparar el torneo clasificatorio de los Juegos Panamericanos de 2019.

## Palmarés

### De clubes
- 1 x Liga Nacional Brasileña (2016)  Brasil
- 1 x Panamericano de Clubes (2017)  Brasil
- 3 x Liga española (2020–21, 2021–22, 2023-24)  España
- 1 x Supercopa de España[16] (2022)  España
- 2 x Copa de SM La Reina (2023, 2024)  España
- 1 x Supercopa Ibérica (2023)   España

### Galardones individuales
- Mejor portera del Campeonato Panamericano Junior 2016 con la selección brasileña (Foz do Iguaçu)
- Mejor portera de la Liga Nacional Brasileña (2016)
- Mejor portera del Campeonato Panamericano 2017 con la selección brasileña
- Guerrera Iberdrola de la Jornada 10[17] (2020–21)